# Polarbäckmossa
Polarbäckmossa (Hygrohypnum polare) är en bladmossart som beskrevs av Leopold Loeske 1905. Enligt Catalogue of Life ingår Polarbäckmossa i släktet bäckmossor och familjen Amblystegiaceae, men enligt Dyntaxa är tillhörigheten istället släktet bäckmossor och familjen Amblystegiaceae. Arten är reproducerande i Sverige. Inga underarter finns listade i Catalogue of Life.